# Sterkste Man van Europa

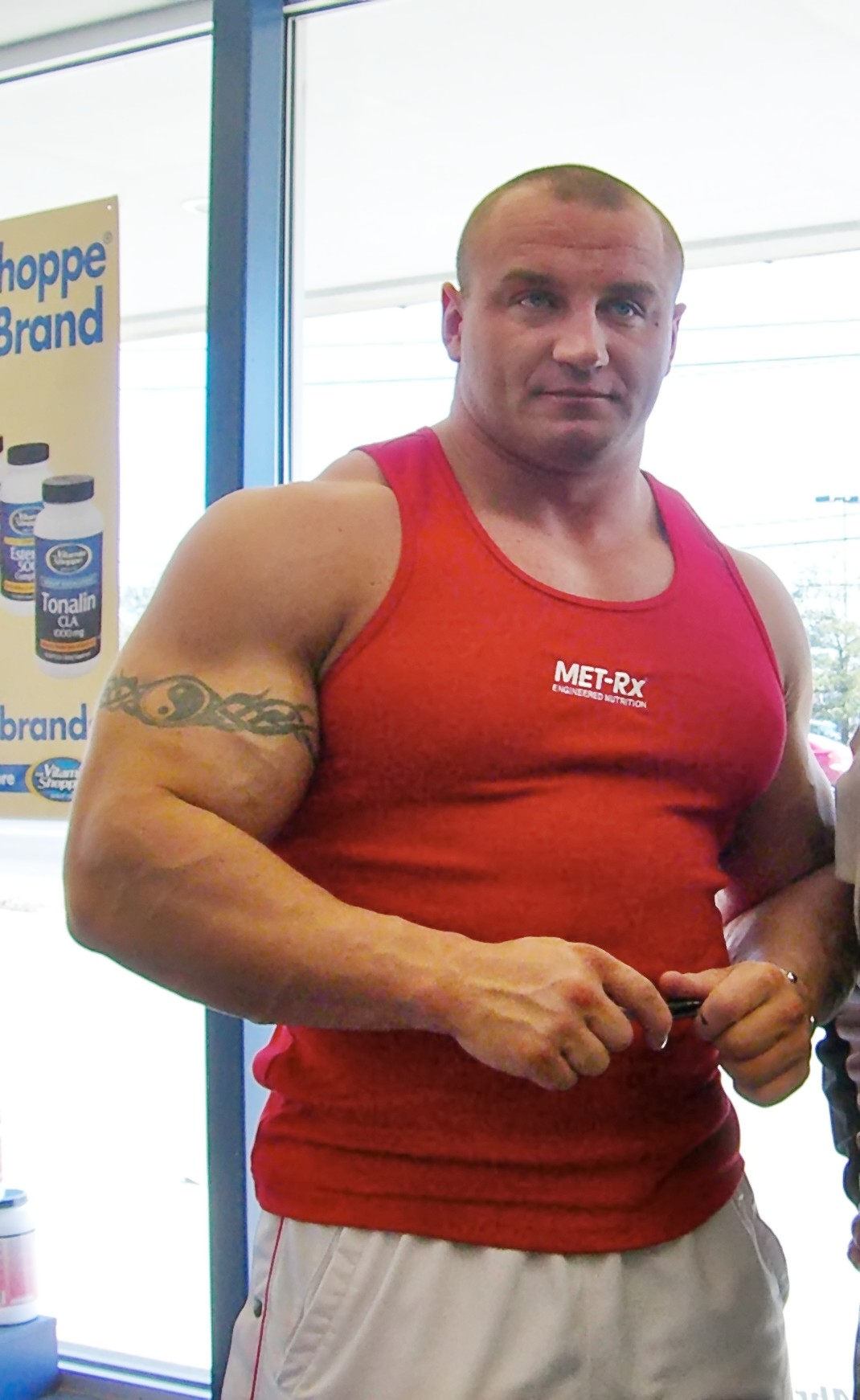
Marius Pudzianowski, 6x Sterkste man van Europa en 5x Sterkste man van de Wereld

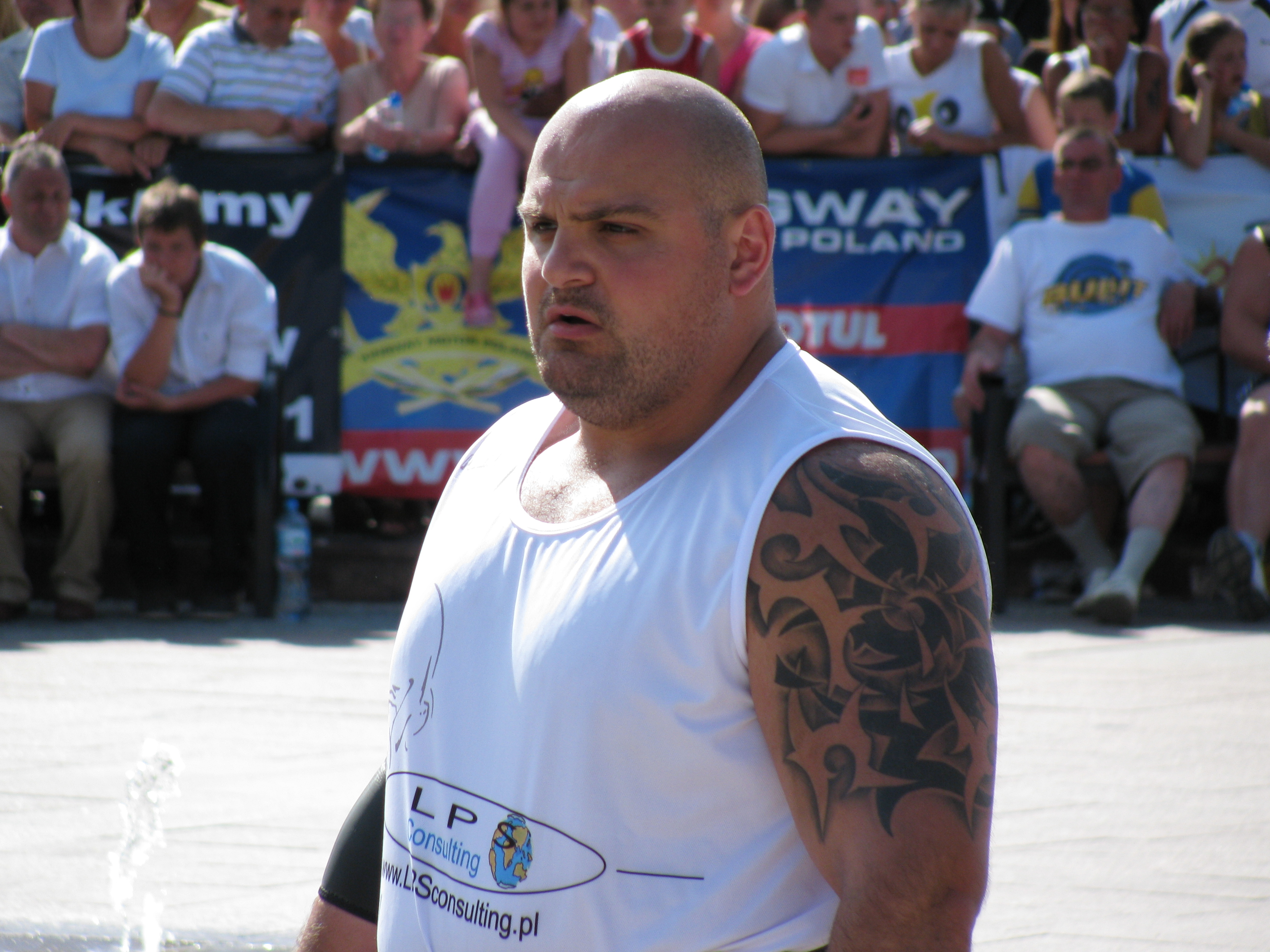
Laurence Shahlaei, Sterkste Man van Europa, 2016

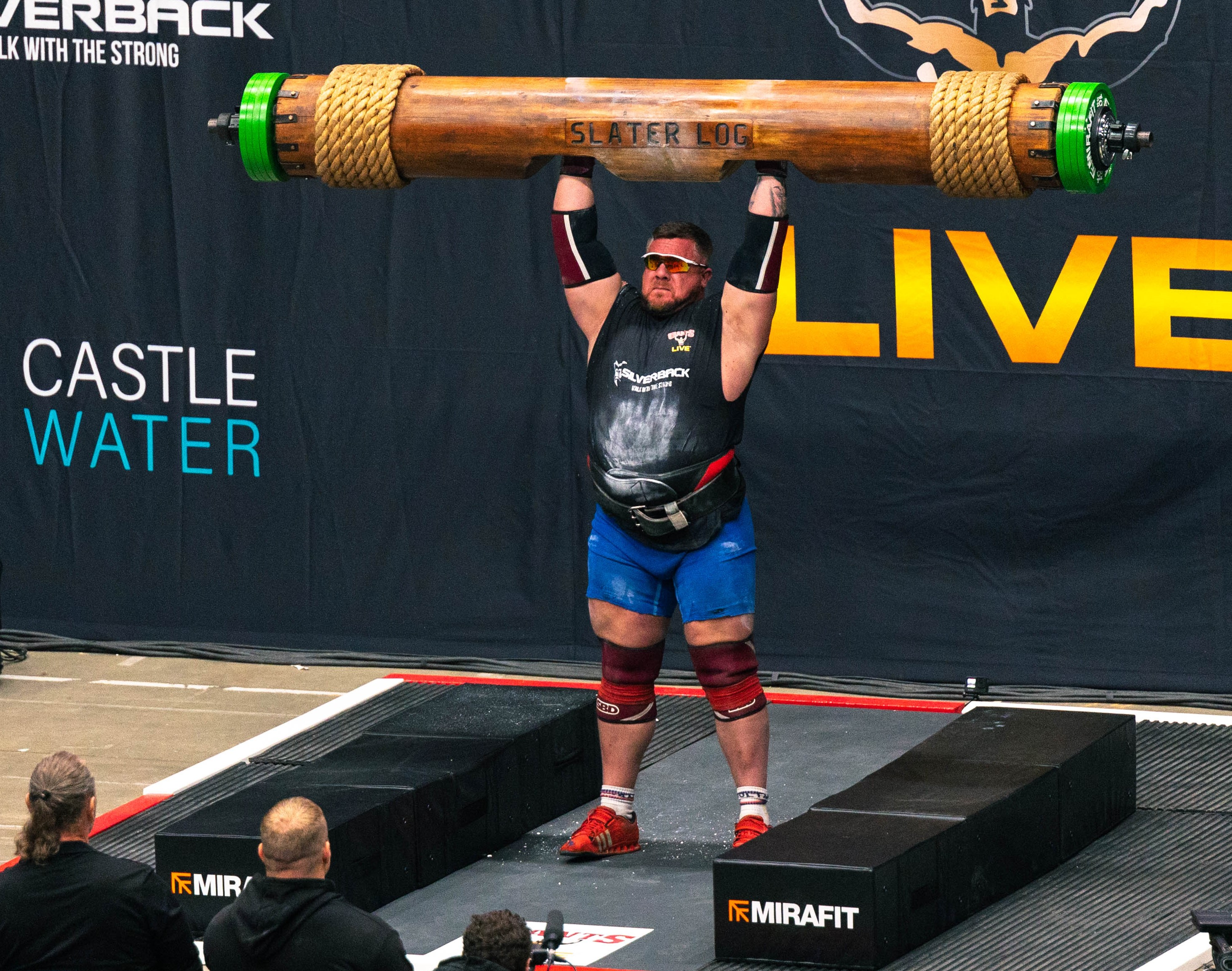
Luke Stoltman voert een log lift uit, tijdens de Sterkste Man van Europa 2021, die hij won, zoals ook de titel in 2024

Sterkste Man van Europa is een jaarlijks (vaak op televisie uitgezonden) kampioenschap waarin acht tot tien of meer sterke mannen strijden voor de titel Sterkste Man van Europa.
De Nederlandse deelnemers en winnaars van de wedstrijd waren Simon Wulfse, Berend Veneberg en Ab Wolders. Het jaar 2000 was de laatste keer dat een Nederlander won (Berend Veneberg).
Het kampioenschap was afwisselend in verschillende plaatsen in Europa en wordt vanaf 2014 jaarlijks te Leeds gehouden als onderdeel van 'Giants, live', sinds 2018 ook onder de naam 'Arnold classic'. Soms wordt het evenement gebruikt als gedeeltelijke kwalificatiewedstrijd voor Sterkste Man van de Wereld en vindt er jaarlijks wel een speciale wedstrijd plaats, bijvoorbeeld het wereldkampioenschap deadlift of het wereldkampioenschap log lift.

## Winnaars
| Jaar | Winnaar |
| ---- | --- |
| 1980 | Geoff Capes |
| 1981 | Lars Hedlund |
| 1982 | Geoff Capes |
| 1983 | Simon Wulfse |
| 1984 | Geoff Capes |
| 1985 | Jón Páll Sigmarsson |
| 1986 | Jón Páll Sigmarsson |
| 1987 | Ab Wolders |
| 1988 | Jamie Reeves |
| 1989 | Jamie Reeves |
| 1990 | Henning Thorsen |
| 1991 | Forbes Cowan Gary Taylor |
| 1992 | Magnús Ver Magnússon |
| 1993 | Manfred Hoeberl |
| 1994 | Manfred Hoeberl |
| 1995 | Riku Kiri |
| 1996 | Riku Kiri |
| 1997 | Riku Kiri |
| 1998 | Jouko Ahola |
| 1999 | Jouko Ahola |
| 2000 | Berend Veneberg |
| 2001 | Svend Karlsen |
| 2002 | Mariusz Pudzianowski |
| 2003 | Mariusz Pudzianowski |
| 2004 | Mariusz Pudzianowski |
| 2005 | Jarek Dymek |
| 2006 | Geen wedstrijd |
| 2007 | Mariusz Pudzianowski |
| 2008 | Mariusz Pudzianowski |
| 2009 | Mariusz Pudzianowski |
| 2010 | Žydrūnas Savickas |
| 2011 | Geen wedstrijd. |
| 2012 | Žydrūnas Savickas |
| 2013 | Žydrūnas Savickas |
| 2014 | Hafþór Júlíus Björnsson "Thor Bjornsson"(Leeds, 9 augustus 2014)                                                                                     |
| 2015 | Hafþór Júlíus Björnsson "Thor Bjornsson" (Leeds, 11 juli 2015)                                                                                       |
| 2016 | Laurence Shahlaei Leeds, (First Direct Arena, 9 juli 2016)                                                                                           |
| 2017 | Hafþór Júlíus Björnsson, (First Direct Arena) Leeds, 1 april 2017 (Giants Live)                                                                      |
| 2018 | Hafþór Júlíus Björnsson, Arnold Classic, Leeds, 7 april 2018                                                                                         |
| 2019 | Hafþór Júlíus Björnsson, Arnold Classic/Giants Live, Leeds, 6 april 2019 (5)                                                                         |
| 2020 | Luke Richardson, Giants Live, Leeds, september 2020                                                                                                  |
| 2021 | Luke Stoltman, Leeds, 4 september 2021 |
| 2022 | Aleksii Novikov, Leeds, 2 april 2022 (de Cup werd deze keer speciaal overhandigd door scheidsrechter Berend Veneberg, de winnaar van het jaar 2000). |
| 2023 | Pavlo Kordiyaka, Leeds, (1 april 2023) De runner-up is ook uit Oekraïne, de winnaar van 2022, Aleksii Novikov.                                       |
| 2024 | Luke Stoltman, Leeds, 13 april 2024 |
| 2025 | Luke Richardson, Giants Live, Leeds, 5 april 2025 |

## Editie 2014 en 2016
Aangezien de Wereldkampioenschappen deadlift op dezelfde datum en plaats plaatsvonden, vielen er veel deelnemers uit voor de wedstrijd Sterkste Man van Europa, wegens blessures.
Top 3 (2014)
1. Hafþór Júlíus Björnsson
2. Johannes Årsjö
3. Graham Hicks

Laurence Shahlaei spaarde op 9 juli 2016 zijn krachten bij het deadliften om meer kans te maken op de Europese titel die hij ook won en waarbij hij de reus Thor Bjornsson versloeg, die in 2014 en 2015 de titel won.

## Editie 2021
Eerder in 2021 haalde Tom Stoltman de titel Sterkste Man van de Wereld. Zijn broer Luke Stoltman werd op 4 september 2021 Sterkste man van Europa in Leeds. Het zilver is voor Oleksii Novikov uit Oekraïne (Sterkste Man van de Wereld, 2020) en het brons voor Graham Hicks uit Engeland, die in 2014 ook het brons haalde.